# Lagerpeton
Lagerpeton chanarensis
Genre
Espèce
Lagerpeton est un genre fossile de « reptiles » appartenant au clade des dinosauromorphes et à la famille des Lagerpetidae. Ses restes fossiles datent du Trias moyen (Ladinien) et ont été découverts en Argentine.
Une seule espèce est rattachée au genre : Lagerpeton chanarensis.

## Classification
Le cladogramme suivant est simplifié à partir de celui établi par Kammerer, Nesbitt & Shubin en 2012. Lagerpeton est placé en groupe frère du genre Dromomeron au sein des Lagerpetonidae :
|  | Lagerpeton chanarensis                                                    |
|  |                                                                           |
|  | \| \| Dromomeron gregorii \| \| \| \| \| \| Dromomeron romeri \| \| \| \| |
|  |                                                                           |
|  | Dromomeron gregorii                                                       |
|  |                                                                           |
|  | Dromomeron romeri                                                         |
|  |                                                                           |

|  | Dromomeron gregorii |
|  |                     |
|  | Dromomeron romeri   |
|  |                     |

|  | Dinosauria |
|  |            |

|  | Lagerpeton chanarensis                                                    |
|  |                                                                           |
|  | \| \| Dromomeron gregorii \| \| \| \| \| \| Dromomeron romeri \| \| \| \| |
|  |                                                                           |
|  | Dromomeron gregorii                                                       |
|  |                                                                           |
|  | Dromomeron romeri                                                         |
|  |                                                                           |

|  | Dromomeron gregorii |
|  |                     |
|  | Dromomeron romeri   |
|  |                     |

|  | Dinosauria |
|  |            |

|  | Lagerpeton chanarensis                                                    |
|  |                                                                           |
|  | \| \| Dromomeron gregorii \| \| \| \| \| \| Dromomeron romeri \| \| \| \| |
|  |                                                                           |
|  | Dromomeron gregorii                                                       |
|  |                                                                           |
|  | Dromomeron romeri                                                         |
|  |                                                                           |

|  | Dromomeron gregorii |
|  |                     |
|  | Dromomeron romeri   |
|  |                     |

|  | Dinosauria |
|  |            |

|  | Lagerpeton chanarensis                                                    |
|  |                                                                           |
|  | \| \| Dromomeron gregorii \| \| \| \| \| \| Dromomeron romeri \| \| \| \| |
|  |                                                                           |
|  | Dromomeron gregorii                                                       |
|  |                                                                           |
|  | Dromomeron romeri                                                         |
|  |                                                                           |

|  | Dromomeron gregorii |
|  |                     |
|  | Dromomeron romeri   |
|  |                     |

|  | Dinosauria |
|  |            |